# ریچارد لاندون
ریچارد لاندون (انگلیسی: Richard Landon؛ زادهٔ ۲۲ مارس ۱۹۷۰) بازیکن فوتبال اهل بریتانیا است.
از باشگاه‌هایی که در آن بازی کرده‌است می‌توان به باشگاه فوتبال استراتفورد تاون، باشگاه فوتبال چیدل تاون، باشگاه فوتبال آترستون تاون، باشگاه فوتبال آلترینچام، باشگاه فوتبال رادکلیف بورو، باشگاه فوتبال روترهام یونایتد، باشگاه فوتبال استوک‌پورت کانتی، باشگاه فوتبال واکسول موتورز، باشگاه فوتبال مکلسفیلد تاون، باشگاه فوتبال پلیموث آرگیل، و باشگاه فوتبال درویلزدن اشاره کرد.